# Ononis subcordata
Ononis subcordata är en ärtväxtart som beskrevs av Antonio José Cavanilles. Ononis subcordata ingår i släktet puktörnen, och familjen ärtväxter. Inga underarter finns listade i Catalogue of Life.